# 万里小路孝房
万里小路 孝房（までのこうじ たかふさ）は、江戸時代初期の公卿。官位は従三位・参議。万里小路家14代当主。

## 経歴
権大納言・万里小路充房の子。母は織田信長の娘・源光院。
慶長18年（1613年）1月12日、参議に叙官。極位は従三位。
元和3年（1617年）2月21日、勅使として、徳川家康に東照大権現の神号を下賜する。

## 系譜
- 父：万里小路充房
- 母：源光院 - 織田信長娘
- 妻：長谷川重吉[1]の娘
  - 男子：万里小路綱房 - 蔵人頭兼右大弁
  - 男子：葉室頼業 - 権大納言。兵部権少輔・葉室頼隆の養子